# Мерцбах (приток Рура)
Мерцбах (нем. Merzbach) — река в Германии, протекает по земле Северный Рейн-Вестфалия. Площадь бассейна реки составляет 106,282 км². Длина реки — 28,4 км. Река впадает в Рур у города Линних.
Название Мерц восходит к латинскому Marcius, у реки было найдено место расположения крупного керамического производства римского времени, функционировавшего с 90 по 150 годы.
В средние века воды реки использовались монахами монастыря Санкт-Йорис для разведения рыбы.